# 聖尼古勞塔拉法爾

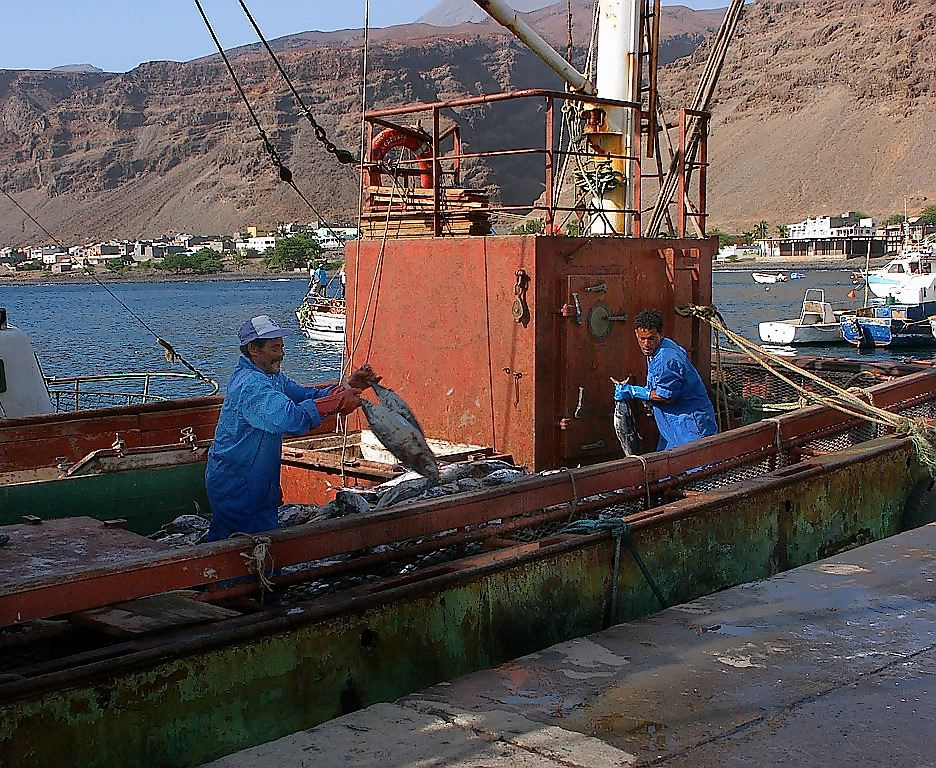
聖尼古勞塔拉法爾的漁民

聖尼古勞塔拉法爾是佛得角的城市，也是聖尼古勞塔拉法爾縣的首府，位於向風群島的聖尼古勞島西部，座標位置16°34′0″N 24°21′30″W / 16.56667°N 24.35833°W，2010年人口3,765。